# Landschaftspark Duisburg-Nord

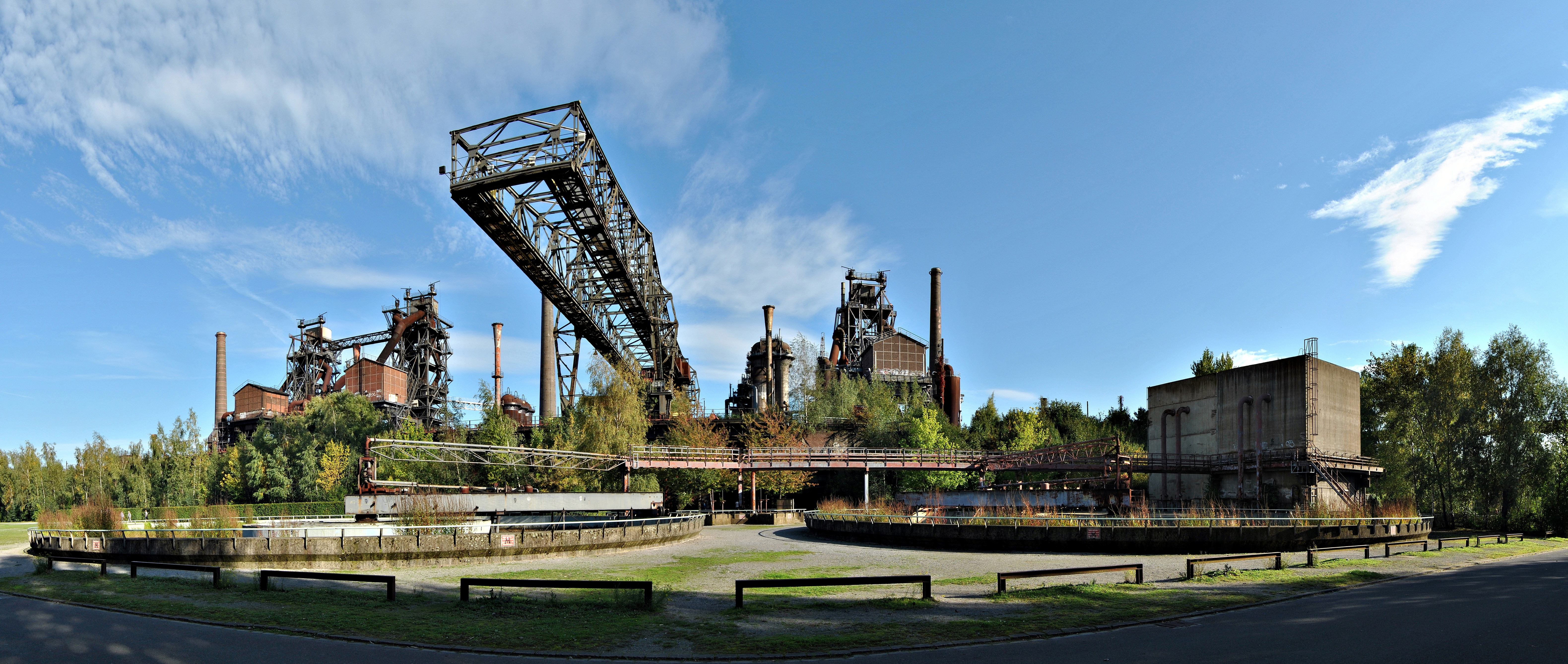
Panorama van het Landschaftspark Duisburg-Nord

Het Landschaftspark Duisburg-Nord is een openbaar park in de Duitse stad Duisburg. Het middelpunt van het park wordt gevormd door de ruïne van een in 1985 stilgelegd hoogovencomplex.

## Geschiedenis
Het hoogovencomplex werd in 1902 door de "Rheinische Stahlwerke zu Meiderich bei Ruhrort" gebouwd, en werd later overgenomen door de Thyssen-groep. Tijdens de Tweede Wereldoorlog raakte het zwaar beschadigd, maar het werd in de jaren 50 weer opgebouwd. In 1985 waren de hoogovens van het complex te klein geworden om nog rendabel te zijn en werd het complex gesloten. Tussen 1991 en 2002 werd het terrein als openbaar park ingericht.

## Bezienswaardigheden
De meeste gebouwen in het park worden voor recreatiedoeleinden gebruikt. Zo heeft men vanaf de voormalige hoogoven 5 een goed uitzicht over Duisburg en omstreken, kan men duiken in de gastank en zijn in een deel van de ertsbunkers klimmuren aangelegd en klimroutes uitgestippeld. Bovendien worden in het park regelmatig evenementen georganiseerd.
Het terrein is opgenomen in de Route der Industriekultur, die langs industriële bezienswaardigheden in het Ruhrgebied gaat.

## Foto's

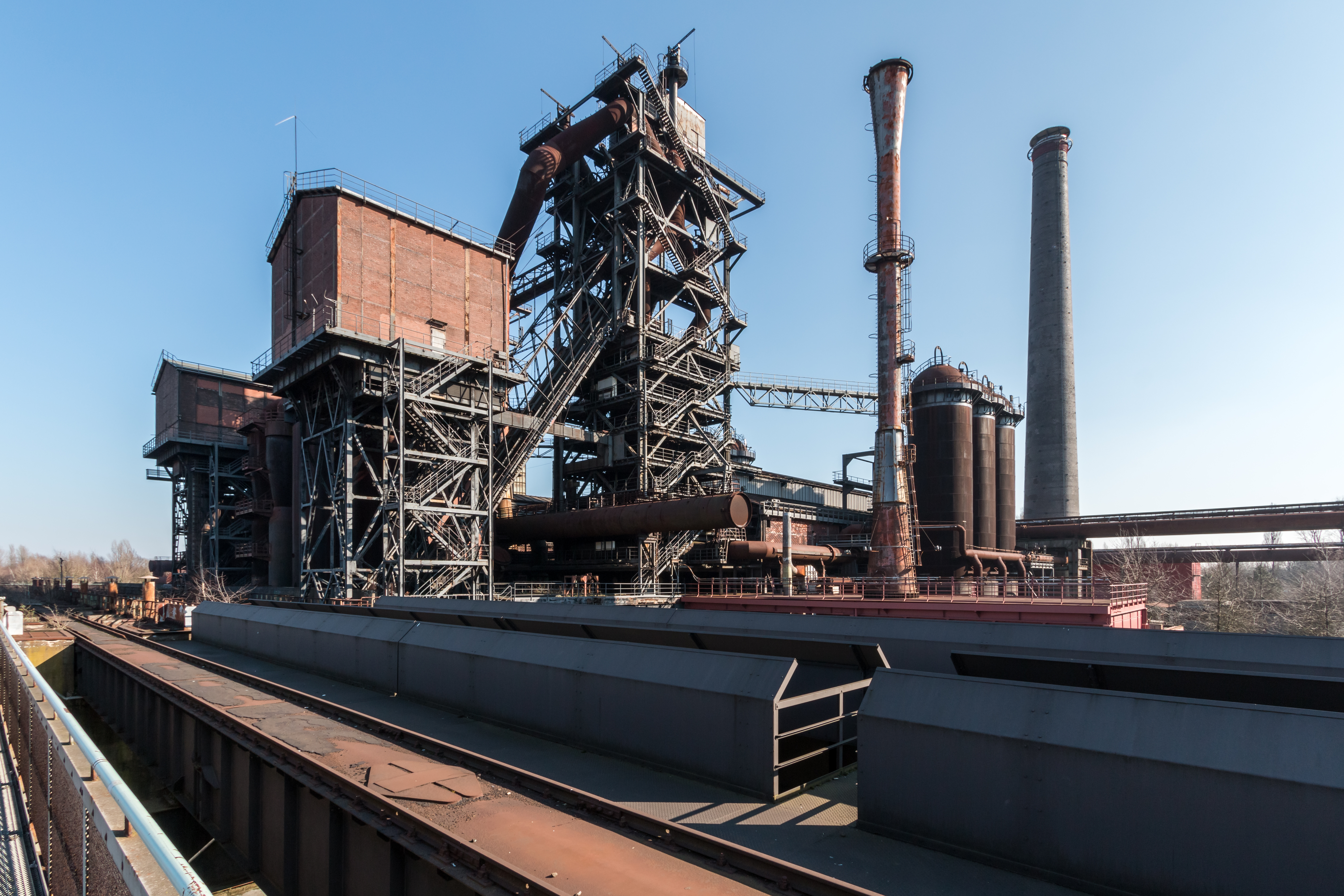
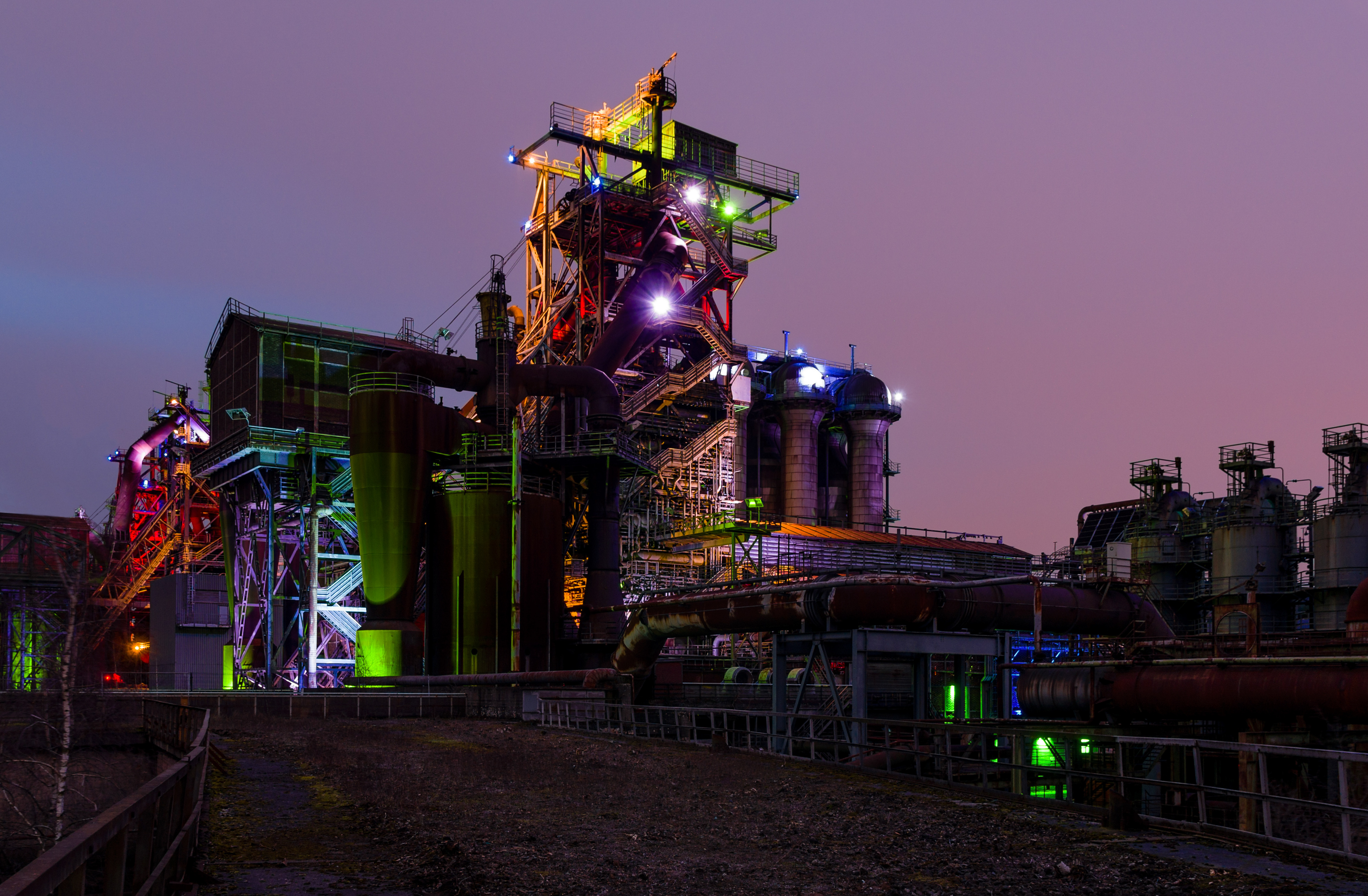
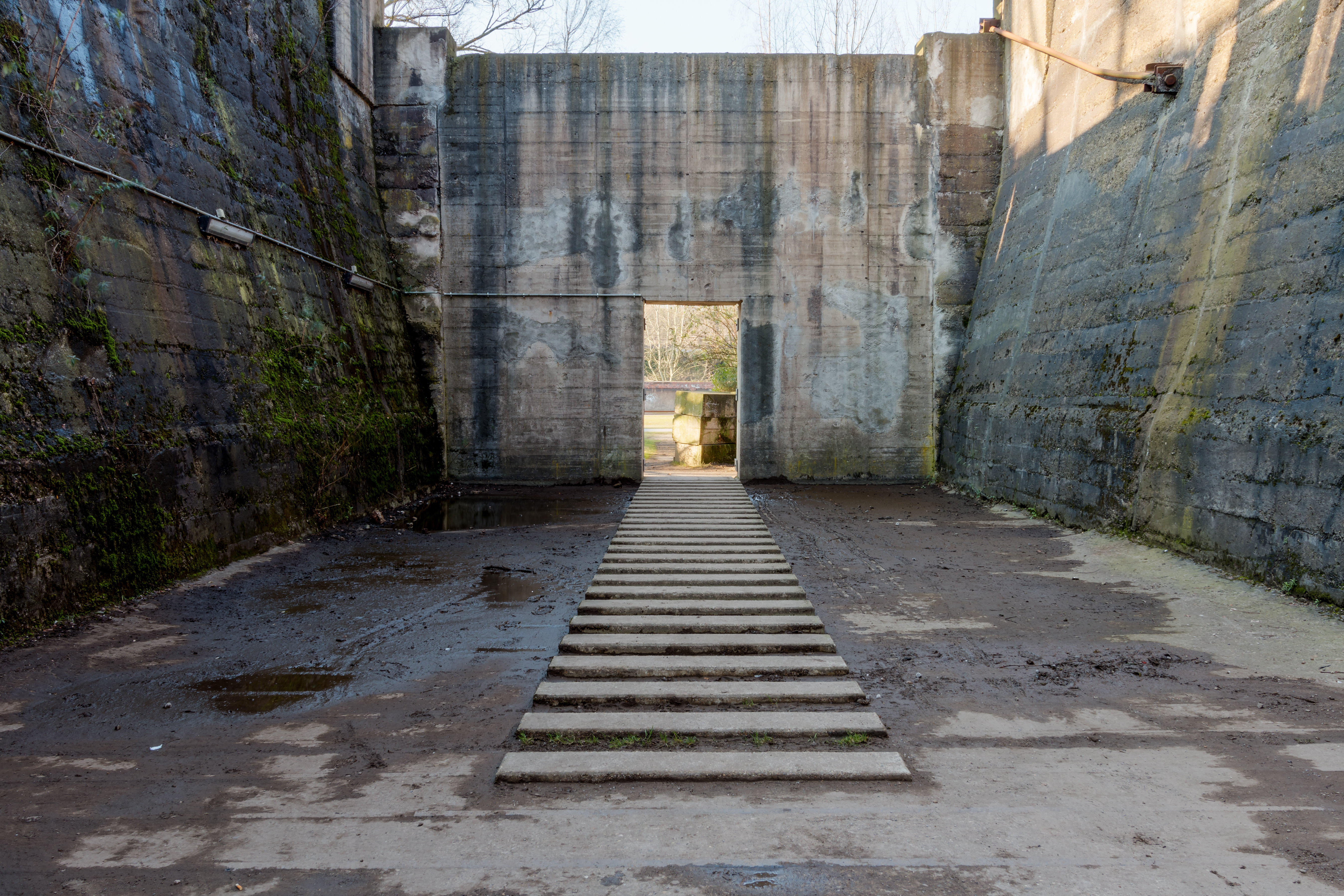
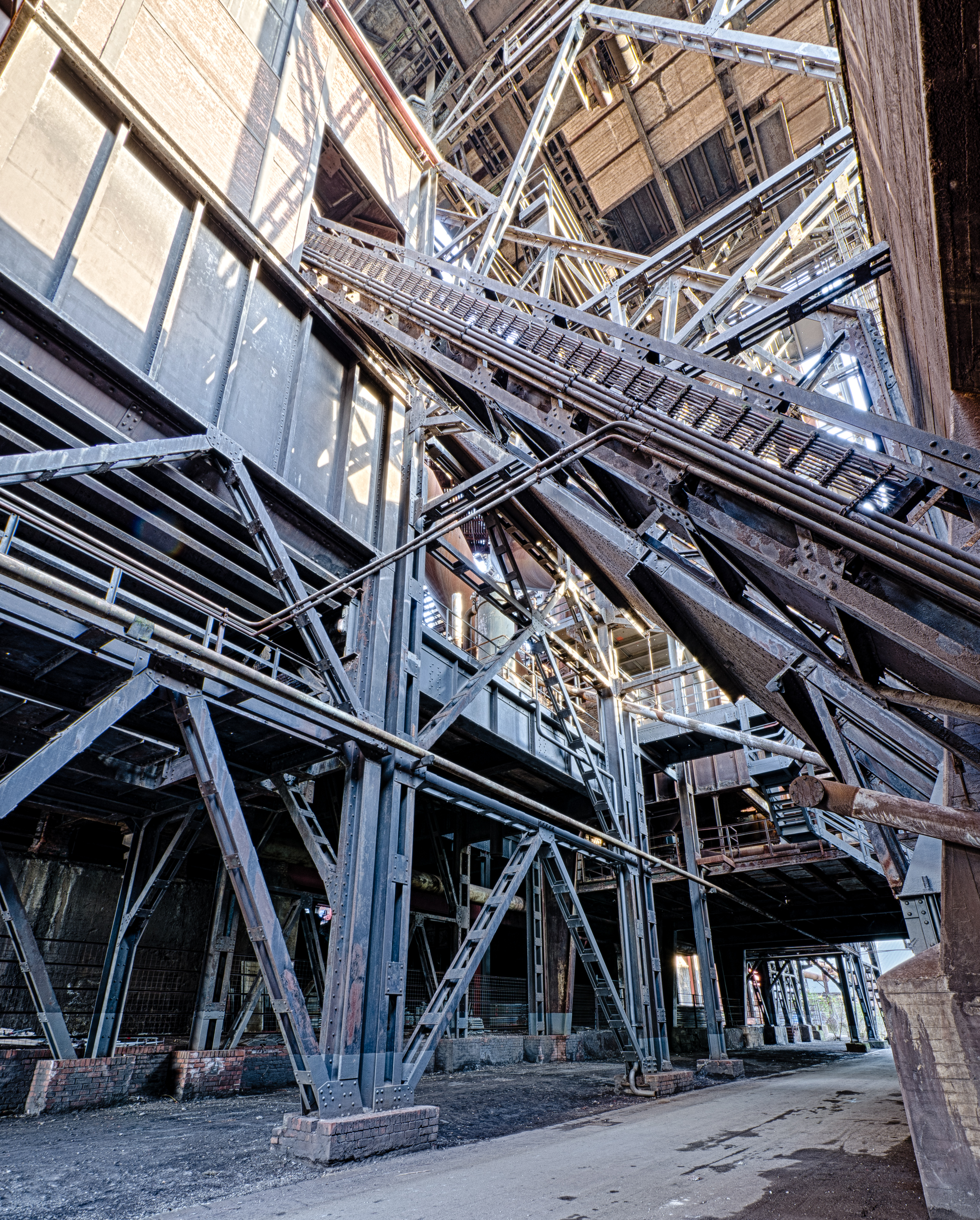
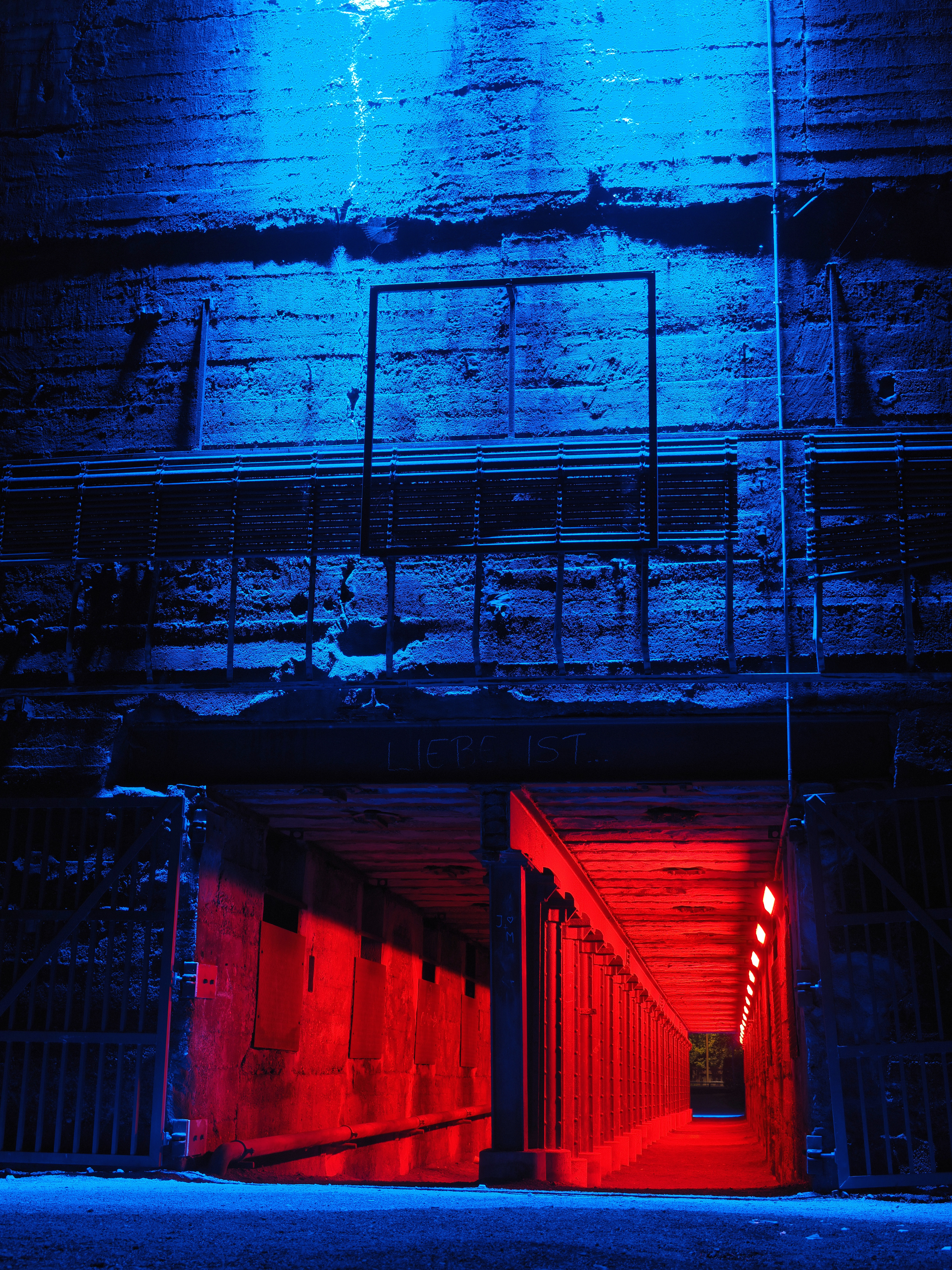
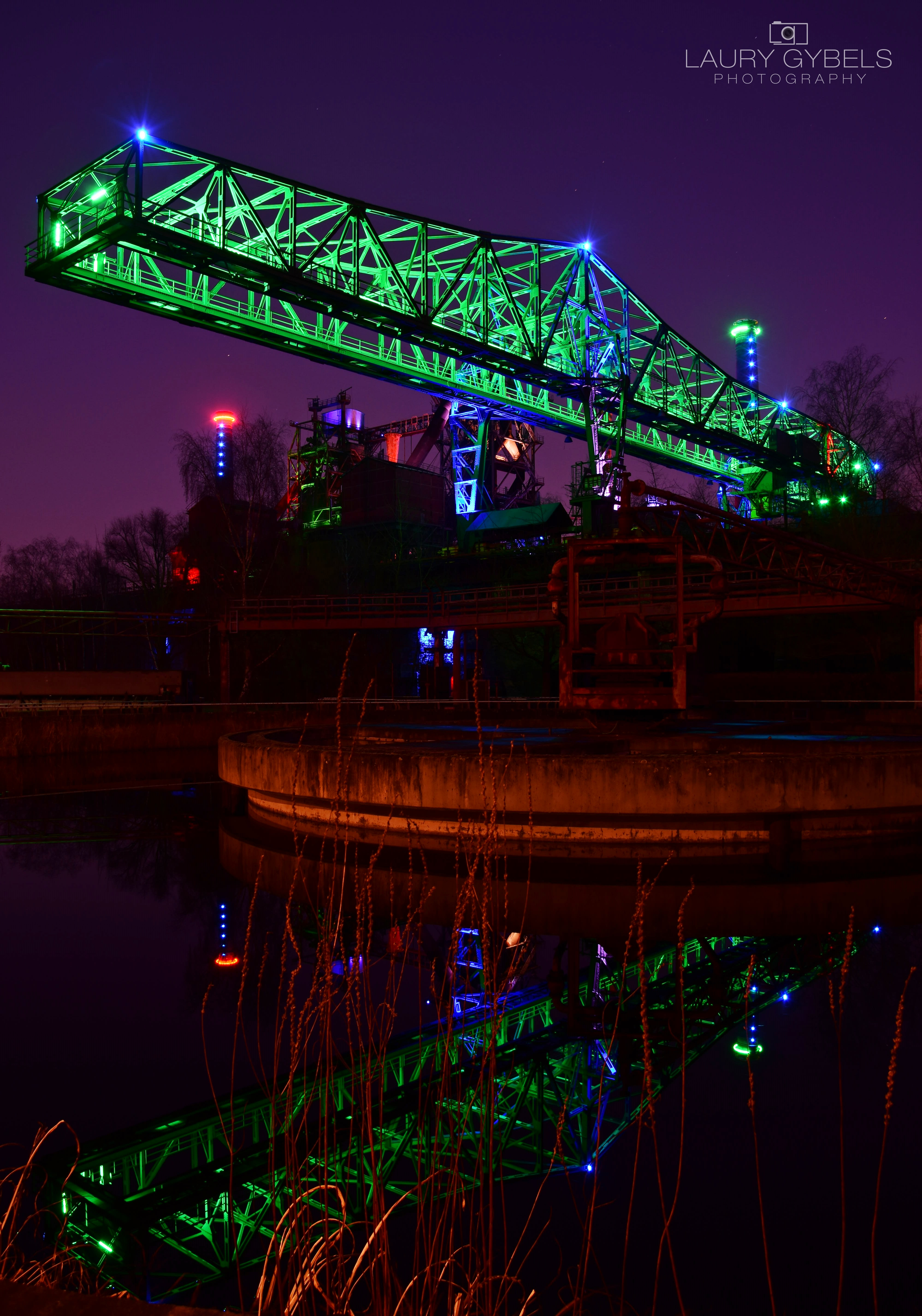